# La rosa del farmacista
La rosa del farmacista (The Apothecary Rose) è un romanzo del 1993 della scrittrice statunitense Candace Robb, primo della saga di gialli storici di ambientazione medievale che hanno come protagonista Owen Archer.

## Trama
Anno del Signore 1363.
Nella tranquilla città di York un pellegrino, dall'identità sconosciuta, si reca presso l'abbazia di Santa Maria. La sua morte improvvisa e violenta e quella di un altro paziente, tale Fitzwilliam vengono a turbare l'apparente calma del posto. L'unico legame fra le due morti sembra essere la somministrazione di un farmaco preparato per il frate Wulfstan dal brillante farmacista della cittadina, Nicholas Wilton.
A far luce sull'accaduto sarà il gallese Owen Archer, già capitano degli arcieri del duca di Lancaster, che cieco da un occhio vede compromessa ogni possibilità di carriera militare. Owen viene chiamato dall'arcivescovo di York ad investigare sulla morte del suo pupillo Oswald Fitzwilliam.
Nel frattempo il farmacista Wilton si ammala gravemente e rimane in fin di vita, sempre accudito dalla giovane e graziosa moglie Lucie Wilton che tra mille sforzi continua da sola a portare avanti la bottega farmaceutica. Owen Archer inizia ad indagare e come copertura del suo ruolo di spia lavora proprio come apprendista presso la farmacia dei Wilton, dove viene istruito dalla bella Lucie.
In un crescendo di omicidi e tensione Owen, distratto dall'amore per Lucie, vede davanti a sé un groviglio di segreti e vendette. Ora tocca a lui valutare se ci sia stato qualche crimine o se è tutto da attribuire alla volontà di Dio.

## Personaggi
- Owen Archer, aspetto forte e bella presenza, il viso è segnato da una cicatrice che lo rende guercio, causata da un "errore di valutazione" quando era capitano degli arcieri.
- John Thoresby, Arcivescovo di York e Lord Cancelliere del Regno, personaggio ambiguo e distorto che sfrutta il mondo e le persone con l'unico scopo del profitto personale.
- Lucie Wilton, giovane, forte e bella moglie dell'apotecario che non resiste al fascino di Owen. Figlia di Sir Robert D'Arby, ex ufficiale dell'esercito del re.
- Arcidiacono Anselm, arcidiacono di York con mille segreti inquietanti da nascondere.
- Magda Digby, conosciuta come La donna del fiume, curatrice pagana che vive fuori dalle mura e che sa tutto di tutti.
- Potter Digby, messo giudiziario dell'arcidiacono, malvisto dall'intero paese e figlio di Magda.
- Fratello Wulfstan, mite e pio frate infermiere dell'abbazia che si trova, suo malgrado, coinvolto nelle due morti sospette.
- Bess Merchet, la migliore amica di Lucie Wilton e proprietaria della taverna di York.
- Tom Merchet, oste della taverna di York e marito di Bess.